# Ronaldo Bôscoli
Ronaldo Fernando Esquerdo Bôscoli, noto come Ronaldo Bôscoli (Rio de Janeiro, 28 ottobre 1928 – Rio de Janeiro, 18 novembre 1994), è stato un compositore, impresario teatrale, produttore teatrale e giornalista brasiliano.
Fu uno degli iniziatori e dei nomi più importanti del movimento della bossa nova tra gli anni cinquanta e sessanta.

## Biografia
Ronaldo Bôscoli nacque da una famiglia di forti ascendenze artistiche. Era infatti pronipote della pianista e compositrice Chiquinha Gonzaga, nipote degli attori di teatro Geysa Bôscoli e Jardel Bôscoli, e cugino dell’attore Jardel Filho e del giornalista Hérber de Bôscoli; iniziò la sua carriera come giornalista sportivo nel 1951 al Diário da Noite di Rio de Janeiro.
Conobbe Vinícius de Moraes quando il poeta iniziò una relazione con sua sorella Lila (che poi divenne la sua seconda moglie). Bôscoli conobbe e frequentò tutti i personaggi, i musicisti e gli artisti delle notti carioca delle quali scriveva. Fu un grande appassionato di calcio e sfegatato tifoso del Flamengo.
Nel 1957 iniziò a scrivere testi per le canzoni dei suoi amici musicisti. La prima fu Sente composta da Chico Feitosa e interpretata da Norma Benguel. Nello stesso periodo iniziò a frequentare l'appartamento di Nara Leão, con la quale, giovanissima, si fidanzò. Nel salone della casa di Nara si riuniva, a partire dal 1956, un gruppetto di ragazzi e ragazze appassionati di musica che da lì a poco avrebbero cambiato il volto della musica brasiliana e ne divenne uno dei leader. Tra di loro Carlos Lyra, Roberto Menescal e i fratelli Castro Neves. 
Fu tra gli organizzatori dal celebre spettacolo dilettantistico al Centro Culturale Ebraico del 1957 in cui fu coniata l'espressione "bossa nova". Bôscoli non creò l'espressione, ma ne divenne il più convinto divulgatore. Iniziò frequentemente a utilizzare l'espressione bossa nova dalle colonne del quotidiano Última Hora per il quale scriveva.
Con Carlos Lyra e altri scrisse le parole di molte canzoni che divennero classici della bossa nova. Lobo bobo e Saudade fez um samba, scritte con Lyra, furono incise nel 1959 da João Gilberto per l'album Chega de saudade, che fu il primo grande successo della bossa nova. Se é tarde me perdôa, sempre con Carlos Lyra, apparve nel secondo album di Gilberto. Con Roberto Menescal scrisse O barquinho, anche questa incisa da Gilberto nel suo terzo album.
Con Menescal inaugurò il filone sal, sol e sul (sale, sole e sud), canzoni bossa nova spensierate e ottimiste in gran parte dedicate al mare (proprio come O barquinho) e alla bellezza di Rio de Janeiro e delle sue spiagge, canzoni che si contrapponevano a quelle più impegnate che Carlos Lyra e altri avevano iniziato a comporre e a promuovere dal 1960. Fu una contrapposizione che per un certo periodo spaccò il gruppo dei primi bossanovisti (con Bôscoli e Menescal da una parte e Carlos Lyra e in seguito Nara Leão dall'altra).
Nei primi anni sessanta Bôscoli ebbe una tormentata relazione con la popolare cantante Maysa che fece naufragare quella con Nara Leão. Alla relazione tra Maysa e Ronaldo è dedicata parte della miniserie Maysa - Quando Fala o Coração trasmessa da Rede Globo nel gennaio del 2009.
Con Luís Carlos Miele, che aveva conosciuto nel 1956 e che all'epoca faceva il buttafuori in un locale notturno, iniziò a produrre spettacoli nei locali del Beco das Garaffas di Copacabana, i cosiddetti pocket-show. Da quel momento la sua attività principale fu quella di impresario e organizzatore di eventi.
Il primo spettacolo della coppia Miele-Bôscoli al Beco das Garrafas fu organizzato nel 1962 con Wilson Simonal e Rosinha de Valença. Seguirono altri show di bossa nova come quello alla Golden Room del Copacabana Palace Hotel e quello di Joan Crawford nel 1967, fino all'organizzazione di un tour di Wilson Simonal e Luís Carlos Vinhas in Europa.
Nel 1963 la leggendaria etichetta Elenco, appena fondata da Aloysio de Oliveira, pubblicò Balançamba, un album interpretato da Lúcio Alves contenente solo canzoni di Ronaldo Bôscoli con Roberto Menescal. Un altro disco in cui comparve il nome di Ronaldo Bôscoli in copertina fu quello pubblicato nel 1970 dalla Philips Records con la registrazione di uno spettacolo prodotto dalla coppia Miele-Bôscoli con Elis Regina accompagnata da Roberto Menescal e il suo gruppo.
Nel 1966 fu chiamato a San Paolo a risollevare le sorti di O fino (già O fino da bossa), quello che è considerato il primo spettacolo della nascente MPB, con Elis Regina e Jair Rodrigues.
In compagnia di Luís Carlos Miele produsse spettacoli musicali e televisivi per ventiquattro anni per i più importanti artisti brasiliani. Tra i più famosi quelli degli anni settanta Beth Faria, Alcione, Bibi Ferreira per la Rede Globo. Un importante contributo della affiatata coppia di amici fu la produzione dall'inizio degli anni settanta degli annuali spettacoli al teatro Canecão di Rio de Janeiro di Roberto Carlos che si era appena trasformato da rocker della jovem guardia a cantante romantico.
Nel 1971 i due organizzarono uno spettacolo con Wilson Simonal e Sarah Vaughan al teatro Tuca di San Paolo.
Nel 1967 sposò la stella della canzone brasiliana Elis Regina. La loro travagliatissima relazione fu uno degli argomenti preferiti dal gossip giornalistico di quegli anni e naufragò nel 1972. Dalla relazione tra Bôscoli ed Elis nacque nel 1970 João Marcello, divenuto poi un apprezzato produttore discografico. In seguito sposò Heloisa de Souza Paiva dalla quale ebbe due figli, Bernardo e Mariana, ma dalla quale si separò.
Ronaldo Bôscoli morì nel 1994 per un tumore alla prostata.

## La bossa nova
Il nome di Ronaldo Bôscoli è strettamente legato al movimento musicale nato ufficialmente nel 1958 a Rio de Janeiro e noto come bossa nova. Pur non essendo un musicista, Bôscoli influenzò la nascita del genere e del movimento per la trama di rapporti che aveva con tutti i suoi protagonisti.
Bôscoli fece il nome di Antônio Carlos Jobim a Vinícius de Moraes (allora suo cognato) che stava cercando un compositore per musicare il dramma Orfeu da Conceição. Da quell'esperienza nacque una collaborazione il cui frutto fu la gran parte del repertorio della bossa nova. Fu lui a organizzare e presentare tutti gli spettacoli semi-dilettantistici che la turma della bossa nova realizzò tra il 1957 e il 1960. Fu uno strenuo difensore della nuova musica creata dai suoi amici nelle colonne dei giornali dove condusse aspre polemiche con i detrattori del genere difensori della tradizione, della "vecchia" musica. Insieme a Roberto Menescal introdusse João Gilberto nel giro dei ragazzi che frequentavano l'appartamento della sua fidanzata Nara Leão e che poi avrebbero partecipato a quegli spettacoli. Gilberto abitò a casa di Ronaldo in tutto il periodo in cui, con le sue prime incisioni per la Odeon, rivoluzionò la musica brasiliana dell'epoca. Fu lui a consigliare il nome di Breno Mello come protagonista del film Orfeu negro che diede popolarità alla musica brasiliana e alla bossa nova nel mondo (quando ancora il genere non si chiamava così).
Realizzò i primi spettacoli professionali di bossa nova nei locali Ma Griffe, Bacará, Little Club e Bottle's a Rio de Janeiro (tutti nel malfamato vicolo conosciuto come Beco das Garaffas) lanciando e producendo artisti come Sérgio Mendes, Elis Regina, Bossa Tres, Luiz Eça, Badel Powell, Durval Ferreira, Tião Neto, Manuel Gusmão, Bebeto Castilho, Dom Um Romão, Edison Machado, Airto Moreira, Wilson das Neves, Chico Batera, Vítor Manga e Hélcio Milito, Sylvinha Telles e Marisa Gata Mansa, Dóris Monteiro, Claudette Soares, Alaíde Costa, Leny Andrade.

## Canzoni celebri

### Con Roberto Menescal
| - A mesma canção - A morte de um deus de sal - A paz de um homem só - A um amor dormindo - A volta - Ah! Se eu pudesse - Além da imaginação - Amor a 120 | - Balançamba - Branca paz - Carta ao mar - Cartaz - Copacabana de sempre - Dan-cha-cha - Depois da queda - Dois meninos | - E nada mais na tarde - Ela vai, ela vem - Errinho à toa - Flash back - Fica só comigo - Ilha comprida - Jura de pombo - Lágrima primeira | - Mar amar - Mila - Negro - Nem o mar sabia - Nós e o mar - O barquinho - O grito - Por quem morreu de amor | - Rio - Rio 1800 - Rosa dos ventos - Se o carro parar - Só quis você - Só vive quem morreu de amor - Telefone - Tetê | - Vagamente - Você |

### Con Carlos Lyra
| - Canção que morre no ar - Lobo bobo - Rancho em prêto e branco | - Saudade fez um samba - Se é tarde me perdoa - Sem saída |

### Con Chico Feitosa
| - Cheirinho - Complicação - Duvido dividir - Fim de noite | - Gostei, gamei - Sente - Sei |

### Con altri
| - Como eu quis você (con Luiz Carlos Vinhas) - Deixa o nosso amor (con Normando) - Depois do amor (con Normando) - Dorme (con Candinho) - É (con Luiz Carlos Vinhas) - Essa dor (con Renato Motha) | - Imagem (con Luiz Eça) - Mais valia não chorar (con Normando) - Mãos calmas (con Luiz Bonfá) - Maysa (con Luiz Eça) - Melancolia (con Luiz Eça) - Não faz assim (con Oscar Castro Neves) | - Procura-se (con Roberto Carlos) - Recado ao pé do berço (con Luiz Carlos Vinhas) - Rio de sol maior (con Luiz Carlos Vinhas) - Tempo (con Luís Carlos Miele) - Tributo a Martin Luther King (con Wilson Simonal) - A morte do imortal (con Nonato Buzar) |

## Discografia
- 1963 - Lúcio Alves - Balançamba (Elenco)
- 1970 - Elis Regina - Elis no Teatro da Praia com Miele & Bôscoli (Philips)